# Max Manus

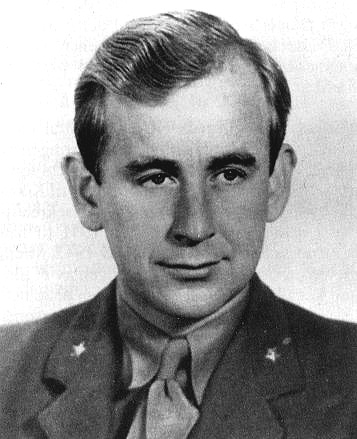
Unterleutnant („Fenrik“) Max Manus

Max Manus (* 9. Dezember 1914 in Bergen; † 20. September 1996 in Bærum; eigentlich Máximo Guillermo Manus) war ein norwegischer Widerstandskämpfer während der Zeit der deutschen Besetzung Norwegens zwischen 1940 und 1945.
Zusammen mit Gunnar Sønsteby war Manus einer der führenden Köpfe der so genannten Oslogjengen („Oslobande“) und war im Laufe des Krieges an einer Vielzahl von Sabotageaktionen beteiligt. Er galt als Spezialist für Sabotage gegen Schiffe und war eine der schillerndsten Figuren des norwegischen Widerstandes.

## Biografie

### Kindheit, Jugend und frühes Erwachsenenalter
Max Manus’ Vater Johan Magnussen stammte ursprünglich aus Bergen. Nachdem er lange Jahre in spanischsprachigen Ländern gelebt hatte, änderte er seinen Namen in Juan Manus. Er ließ sich schließlich in Kopenhagen nieder, wo er die Dänin Gerda Kiørup heiratete. Aus der Ehe gingen vier Kinder hervor.
Nach der Scheidung zog der Vater mit den Kindern Max und Pia nach Oslo. Max besuchte dort einige Jahre die Ljan-Schule, bevor sich der Vater entschloss, mit den Kindern weiter nach Kuba zu ziehen, wo sein Bruder einen Schiffshandel betrieb.
Auch nach der Rückkehr von Vater und Schwester nach Norwegen blieb Max bei seinem Onkel in Kuba und arbeitete als Leichtmatrose. Erst Ende 1939 – im Anschluss an eine längere Reise von Chile über die Anden nach Buenos Aires – kehrte auch er nach Norwegen zurück.
Kaum dort angekommen, meldete er sich wie viele seiner Altersgenossen als Freiwilliger in den Winterkrieg zwischen Finnland und der Sowjetunion. Seine Heimkehr nach dem Ende des Winterkrieges Anfang April 1940 fiel zeitlich mit der Besetzung Norwegens durch Deutschland zusammen.

### Besetzung und Widerstand
Unmittelbar nach der Besetzung kämpfte Manus unter dem schwedischen Offizier Gösta Benckert bei Kongsvinger gegen die deutschen Besatzer. Nach der Kapitulation Norwegens am 10. Juni 1940 engagierte er sich im aufkeimenden norwegischen Widerstand. Unter anderem zusammen mit Gunnar Sønsteby war er an der Herausgabe der illegalen Zeitung Vi vil oss et land („Wir fordern ein Land für uns“) beteiligt. Darüber hinaus beschäftigte er sich auch mit der Herstellung von Waffen.
Im Januar 1941 wurde er von der Gestapo in seiner Osloer Wohnung überrascht. Der Versuch, der Verhaftung zu entgehen, endete nach einem Sprung aus dem Fenster im Universitätskrankenhaus von Oslo. Mit der Hilfe von Freunden und nicht zuletzt dem Krankenhauspersonal gelang es ihm, von dort zu entkommen und sich nach Schweden abzusetzen. Um weiter nach Großbritannien zu gelangen und wieder am aktiven Widerstand teilnehmen zu können, musste er in einer siebenmonatigen Odyssee über Russland und Odessa ins östliche Afrika, von dort mit dem Truppentransportschiff „Empress of Asia“ über Kapstadt nach Kanada reisen, bevor er schließlich an Bord eines Konvois sein Ziel erreichte.
In Schottland wurde er in die Kompanie Linge (norw. Kompani Linge, eigentlich Norwegian Independent Company No. 1 (NORIC 1)), eine Einheit des britischen Geheimdienst Special Operations Executive integriert und nach einer Ausbildung als Spezialist für Schiffssabotage am 12. März 1943 zusammen mit Gregers Gram per Fallschirm bei Oslo abgesetzt. Ihr erster Auftrag, genannt Operation Mardonius, waren Sabotageakte gegen Schiffe im Hafengebiet von Oslo mit Hilfe magnetischer Sprengladungen. In der Nacht zum 27. April 1943 gelang es ihnen, die Ortelsburg (3800 Tonnen) zu versenken sowie der Tugela (5800 Tonnen) Schlagseite zu geben. Beide Schiffe waren von großer Bedeutung für die deutsche Kriegsführung. Auch in der folgenden Operation Bundle zwischen Oktober 1943 und April 1944 war der Auftrag Schiffssabotage.
Seit dem Frühjahr 1944 war er Mitglied der Oslogjeng („Oslobande“), mit der er im letzten Kriegsjahr mehrere Sabotageaktionen durchführte, darunter die Sprengung der Archive des Arbeidskontor in Oslo, einem Ableger des Reichsarbeitsdienstes. Gleichzeitig arbeitete er zusammen mit Gram und Sønsteby in der Propaganda-Organisation Derby, der später fast 500 Aktive angehörten, wie aus einem Bericht vom März 1945 hervorgeht.
Im Juni 1944 versuchte er zusammen mit Gram das Truppentransportschiff Monte Rosa zu versenken, was misslang, allerdings war das Schiff schwer beschädigt. Hingegen gelang es ihm im Januar 1945, diesmal zusammen mit Roy Nielsen, die M/S Donau, ebenfalls ein Truppentransportschiff, zu versenken.

### Arbeit und Leben nach dem Krieg
Nach dem Krieg arbeitete er zunächst als Leibwächter des norwegischen Königs und des Kronprinzen. Später gründete er die Büroartikelfirma Max Manus A/S, die sich seitdem zu einem der führenden Unternehmen im Bereich Spracherkennungs- und Sprachaufzeichnungssysteme in Skandinavien entwickelt hat.
1947 heiratete er Ida Nikoline Lie Lindebrække, genannt „Tikken“, eine Schwester des Bankiers und Politikers Sjur Lindebrække. Sie hatten sich während ihrer gemeinsamen Arbeit im norwegischen Widerstand kennengelernt. Mit ihr hat er drei Kinder – George, Mette und Max.
Max Manus schrieb die Bücher Det vil helst gå godt und Det blir alvor über seine Erlebnisse während des Krieges. Sie erreichten in Norwegen allesamt einen hohen Bekanntheitsgrad und große Auflagen. Die letzten Jahre seines Lebens verbrachte Max Manus in Spanien. Am 20. September 1996 verstarb er im Krankenhaus von Bærum, einem Vorort von Oslo.

## Ehrungen und Auszeichnungen
Nach dem Krieg wurde Max Manus mit mehreren Auszeichnungen bedacht, unter anderem
- Norwegen: Kriegskreuz mit zwei Schwertern
- Vereinigtes Königreich: Distinguished Service Order
- Vereinigtes Königreich: Military Cross with bar

## Film
- 2008: Max Manus mit Aksel Hennie  als Max und Agnes Kittelsen  als „Tikken“

## Veröffentlichungen
- Det vil helst gå godt. (Autobiographie, norw. Erstausgabe 1945)
  - Oslo: Mortensen 1982, ISBN 82-527-0696-7 und
  - Kirkenær: Steensballe 1979, ISBN 82-7004-171-8 sowie ISBN 82-7004-169-6.
- Det blir alvor. Steensballe, Kirkenær 1980, ISBN 82-7004-190-4 und ISBN 82-7004-189-0 (Autobiographie, norw. Erstausgabe 1946, Fortsetzung von Det vil helst gå godt).
- Mitt liv. Tilrettelagt av Bjørn Benkow. Damm, Oslo 1995, ISBN 82-517-9399-8  (Autobiographie).
- Sally Olsen, Fangenes engel i Puerto Rico. Luther forlag, Oslo 1975, ISBN 82-531-4088-6 (Dokumentation).